# چرنا (استان دوبریچ)
چرنا (به بلغاری: Cherna) یک منطقهٔ مسکونی در بلغارستان است که در شهرستان دوبریچکا واقع شده‌است.